# Herpy-l'Arlésienne
Herpy-l'Arlésienne là một xã ở tỉnh Ardennes, thuộc vùng Grand Est ở phía bắc nước Pháp.